# Филипп Канцлер
Филипп Канцлер (фр. Philippe le Chancelier, лат. Philippus Cancellarius; ок. 1160, Париж — 26 декабря, 1236, там же) — французский поэт и богослов, канцлер парижского собора Нотр-Дам. 

## Очерк биографии и творчества
Внебрачный сын парижского архидиакона Филиппа (ок. 1125 — ок. 1185), Филипп воспитывался в богатой семье, изучал теологию и право в Парижском университете. С 1217 года до конца жизни служил канцлером парижского собора Нотр-Дам. В 1229-31 годах Филипп участвовал в конфликте между университетом (на его стороне) и светской властью. Возможно, именно благодаря его влиянию юрисдикция церкви в Парижском университете была закреплена папской буллой «Parens scientiarum» (13 апреля 1231). В 1235 выступал против избрания епископом Гильома Овернского, обвиняя его в безмерном стяжательстве бенефициев. Возможно, незадолго перед кончиной вступил в орден францисканцев. Похвалу Филиппу воздал в своей эпитафии «Dit du Chancelier Philippe» французский поэт XIII века Анри д'Андели.
Филипп написал теологический трактат «Summa de bono» (ок. 1225-28), в котором среди прочего он разработал новую философскую теорию трансценденталий, оказал влияние на францисканское движение и на Альберта Великого. Помимо Аристотеля, Боэция и других признанных античных авторов, в «Сумме» Филипп опирается на новые имена философов XII и XIII веков. Кроме того, Филипп — автор более 700 проповедей на латинском и французском языках. 
Филиппу принадлежат 83 стихотворных латинских текста (6 из них входят в известный сборник Carmina Burana) преимущественно морализующего характера; целый ряд стихов, сохранившихся анонимно,  дополнительно приписывают ему литературоведы. Стихи выдают прекрасные познания автора не только в Священном писании, но и в античной классике. Средневековые нотные рукописи позволяют предполагать, что Филипп также писал музыку, особенно в жанре кондукта (см. в этой статье пример поэтического творчества Филиппа). Часть приписываемых ему музыкальных сочинений исследователи атрибуировали как контрафактуры более ранних пьес. Другие представляют собой тропы (т.наз. prosulae) мелизматических отделов композиций Перотина — кондукта «Beata viscera», органумов «Viderunt» и «Sederunt», а также анонимных авторов школы Нотр-Дам.

## Филипп Канцлер и Филипп де Грев
Филиппа Канцлера часто путают с неким Филиппом де Гревом (лат. Philippus de Grevia, фр. Philippe de Grève, ум. 1220), о творческой деятельности которого ничего неизвестно.

## Издания сочинений
- Philip the Chancellor: Motets and Prosulas. Edited by Thomas B. Payne. Madison (Wisconsin): A-R Editions, 2011. xxxvii, 221 pp. ISBN 978-0-89579-694-3 (полное собрание средневековой музыки на тексты Филиппа Канцлера, в том числе приписываемой Перотину)